# JES一宮ビル

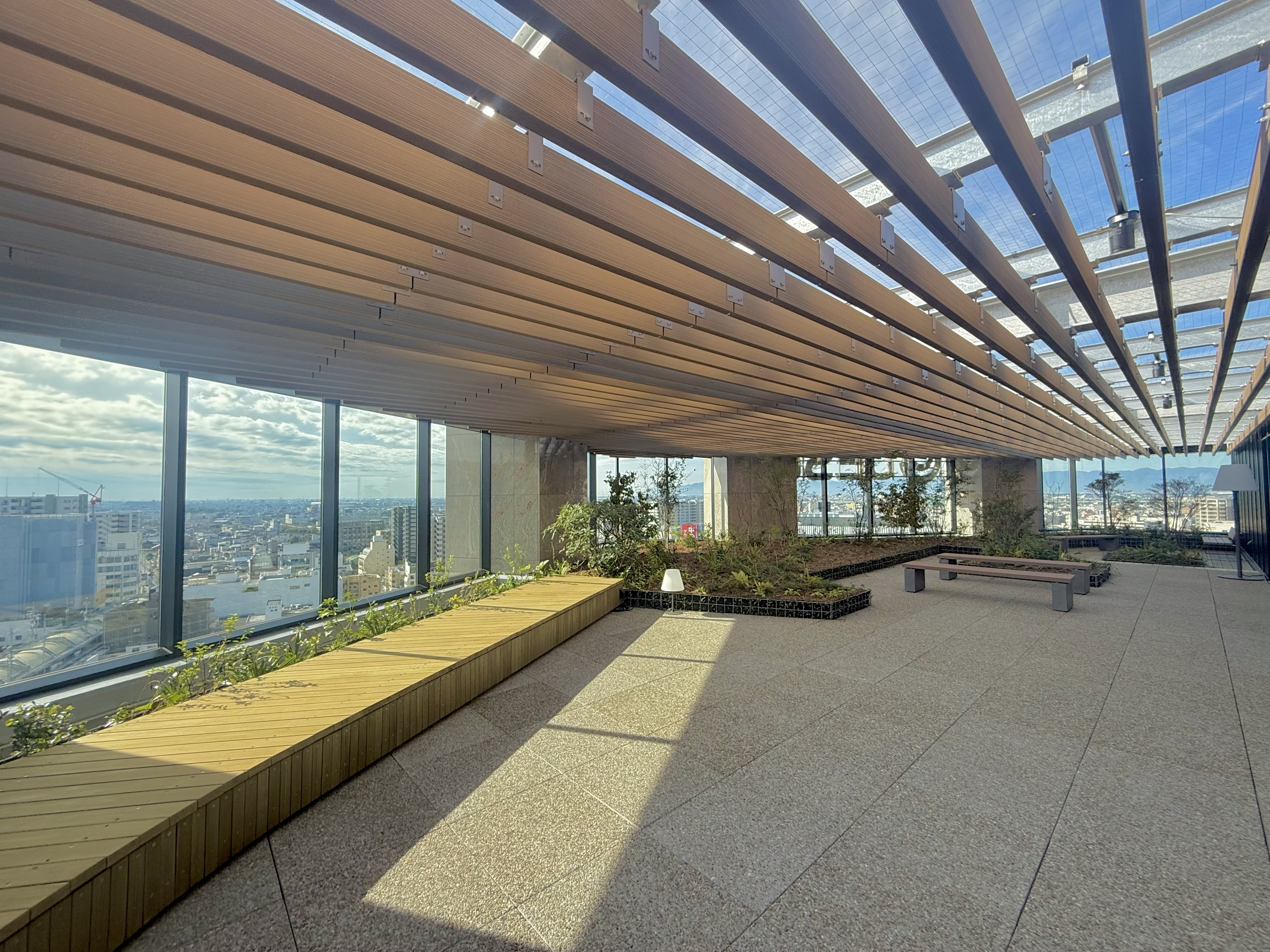
JES一宮ビルの12F屋上

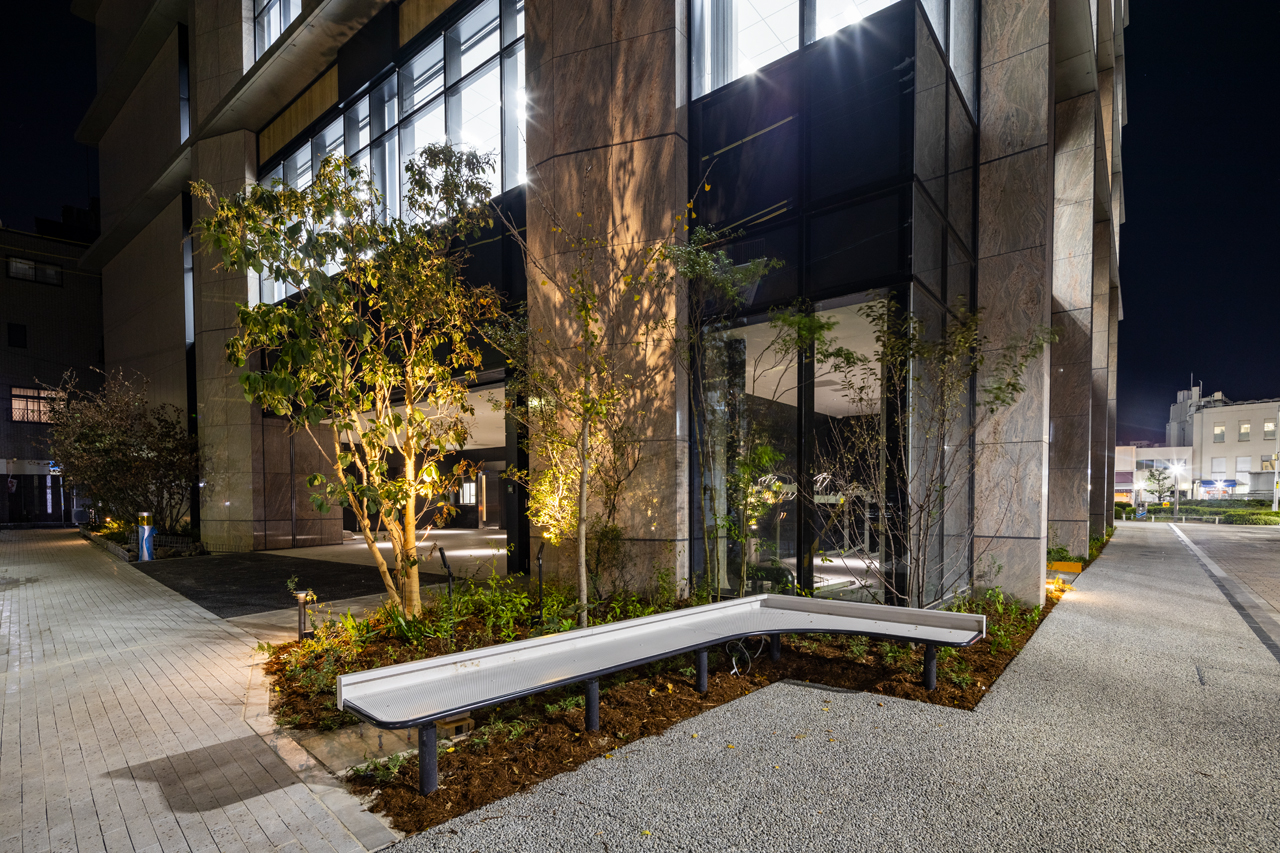
JES一宮ビルの外観

JES一宮ビル（ジェイイーエスいちのみやビル）は、愛知県一宮市本町2丁目2番2号（一宮駅前）にあるオフィスビル。高さは53.800メートル。

## 概要
JES一宮ビルは、地上12階建ての先進的なオフィスビルであり、環境保護と省エネルギーに配慮した設計が特徴である。
このビルは、国際的に認知されているグリーンビルディングの評価システムであるLEED認証を取得しており、持続可能性を追求した建物として高く評価されている。
環境への配慮はもちろん、エネルギー効率の向上や資源の有効活用など、多方面での環境意識が反映されている。
本ビルは、愛知県一宮市の中心地に位置し、企業向けオフィスのランドマークとして、地域に新たなビジネス機会を創出することを目的としている。
この地区に進出する企業を誘致することで、地域経済の活性化を促進すると同時に、地元企業や周辺住民にとっても利便性の高い施設を提供している。
特に、一宮市の経済発展を支える重要な拠点として、その役割は大きな期待を寄せられている。
さらに、このビルは一宮駅周辺で初めての容積率緩和制度適用プロジェクトであり、都市計画の一環として、一宮市が策定した尾張都市計画地区にも選定されている。
この制度により、限られた市街地をより効率的に活用し、地域全体の利便性向上と活気ある街づくりに寄与している

。
築後42年が経過した旧ビルを解体し、2023年4月に建て替え工事を開始。2024年10月に新ビルが完成した。
現在、名古屋銀行、大和証券、FMいちのみや、キーエンスなどの企業が入居している。
この新ビルは、一宮市の発展に寄与する重要な施設として高い評価を得ており、一宮市の現職市長である中野正康氏も視察に訪れている。

## 建物

### 施設概要
- 所在地 - 愛知県一宮市本町2丁目2番2号
- 構造 - 鉄骨造
- 建物高さ - 53.800メートル
- 敷地面積 - 1463.44平方メートル
- 延床面積 - 9960.259平方メートル（3013.46坪）
- 重要度係数 - 1.25(病院・学校と同程度)
- LEED認証 - 標準ランク取得

## アクセス
JR尾張一宮駅、名鉄一宮駅から徒歩5分。

## 主な入居企業

### 金融機関
- 株式会社名古屋銀行一宮支店(1F)2025年1月20日より営業開始[6][7]
- 大和証券株式会社一宮支店(3F)2025年1月20日より営業開始[8]
- 株式会社かんぽ生命保険(5F～10F)

### オフィス
- 株式会社名古屋銀行(2F)
- FMいちのみや株式会社(4F)[9]
- 株式会社キーエンス(4F)[10]
- 日本エコシステム株式会社(11F)